# Браневка-Кольонія
Браневка-Кольонія (пол. Branewka-Kolonia) — село в Польщі, у гміні Дзволя Янівського повіту Люблінського воєводства.
Населення — 165 осіб (2011).
У 1975-1998 роках село належало до Тарнобжезького воєводства.

## Демографія
Демографічна структура станом на 31 березня 2011 року:
|          | Загалом | Допрацездатний вік | Працездатний вік | Постпрацездатний вік |
| -------- | ------- | ------------------ | ---------------- | -------------------- |
| Чоловіки | 81      | 20                 | 49               | 12                   |
| Жінки    | 84      | 13                 | 43               | 28                   |
| Разом    | 165     | 33                 | 92               | 40                   |